# Michael Greenfield
Michael Greenfield (ur. 15 kwietnia 1963 roku w Whitestone) – amerykański kierowca wyścigowy.

## Kariera
Greenfield rozpoczął karierę w międzynarodowych wyścigach samochodowych w 1985 roku od startów w IMSA Camel Lights, gdzie raz zwyciężył. Z dorobkiem dwudziestu punktów uplasował się na 23 pozycji w klasyfikacji generalnej. W późniejszych latach pojawiał się także w stawce Mita Copiers NZ International Formula Pacific Championship, Formuły 3000, American Racing Series oraz IndyCar World Series.
W Formule 3000 Amerykanin został zgłoszony do wyścigu na torze Autodromo Nazionale di Monza w sezonie 1988 z brytyjską ekipą Roger Cowman Racing. Jednak nie zakwalifikował się do wyścigu.